# Плавання на Чемпіонаті світу з водних видів спорту 2022 — естафета 4x200 метрів вільним стилем (жінки)
Змагання з плавання в естафеті 4x200 метрів вільним стилем серед жінок на Чемпіонаті світу з водних видів спорту 2022 відбулися 22 червня 2022 року.

## Рекорди
Перед початком змагань світовий рекорд і рекорд чемпіонатів світу були такими:
| Світовий рекорд          | КНР       | 7:40.33 | Токіо (Японія)           | 29 липня 2021 |
| Рекорд чемпіонатів світу | Австралія | 7:41.50 | Кванджу (Південна Корея) | 25 липня 2019 |

## Результати

### Попередні запливи
Попередні запливи розпочалися о 10:11 за місцевим часом.
| Місце | Заплив | Доріжка | Країна          | Плавчиня | Час     | Примітки |
| ----- | ------ | ------- | --------------- | --- | ------- | -------- |
| 1     | 2      | 5       | Австралія       | Ліа Ніл (1:57.03) Лані Паллістер (1:56.86) Бріанна Тросселл (1:57.23) Кіа Мелвертон (1:56.49)                    | 7:47.61 | Q        |
| 2     | 2      | 4       | Китай           | Лі Бінцзє (1:57.55) Лао Ліхуей (1:56.91) Ґе Чутун (1:57.92) Ай Яньхань (1:56.70)                                 | 7:49.08 | Q        |
| 3     | 1      | 4       | США             | Александра Волш (1:57.94) Клер Вайнстайн (1:58.35) Галі Флікінджер (1:57.05) Белла Сімс (1:55.91)                | 7:49.25 | Q        |
| 4     | 1      | 5       | Канада          | Мері-Софі Гарві (1:57.94) Кетрін Савард (1:58.41) Ребекка Сміт (1:59.03) Тейлор Рак (1:58.21)                    | 7:53.59 | Q        |
| 5     | 1      | 3       | Угорщина        | Жужанна Якабош (2:00.25) Ніколетт Падар (1:57.48) Айна Кешей (1:59.37) Дора Мольнар (1:59.42)                    | 7:56.52 | Q        |
| 6     | 1      | 6       | Бразилія        | Стефані Балдуччіні (1:58.64) Джованна Діаманте (1:59.57) Аліне Родрігес (2:00.31) Марія Паула Гайтманн (1:59.41) | 7:57.93 | Q        |
| 7     | 2      | 6       | Японія          | Момока Йосії (2:01.50) Мію Намба (1:57.31) Масуда Аой (1:59.97) Вака Коборі (1:59.89)                            | 7:58.67 | Q        |
| 8     | 2      | 3       | Велика Британія | Фрея Андерсон (1:59.96) Меді Гарріс (2:01.91) Фрея Колберт (1:59.24) Люсі Гоуп (1:58.76)                         | 7:59.87 | Q, WD    |
| 9     | 1      | 2       | Нова Зеландія   | Еріка Фейрветер (1:58.88) Їв Томас (2:00.00) Кейтлін Дінс (2:03.42) Laura Littlejohn (2:02.57)                   | 8:04.87 | Q        |
| 10    | 2      | 7       | Австрія         | Марлене Калер (2:01.28) Корнелія Паммер (2:02.23) Лена Кройндль (2:01.16) Лена Опатріль (2:03.18)                | 8:07.85 |          |
| 11    | 2      | 2       | Ізраїль         | Леа Полонскі (2:02.62) Анастасія Горбенко (1:59.88) Авів Барзелай (2:04.50) Дарія Головати (2:01.20)             | 8:08.20 |          |
| 12    | 1      | 7       | Південна Корея  | Кім Со Йон (1:59.65) Jung Hyun-young (2:04.39) Hur Yeon-kyung (2:06.41) Jo Hyun-ju (2:02.55)                     | 8:13.00 |          |

### Фінал
Фінал відбувся о 10:11 за місцевим часом.
| Місце | Доріжка | Країна        | Плавчині                                                                             | Час     | Примітки |
| ----- | ------- | ------------- | ------------------------------------------------------------------------------------ | ------- | -------- |
| 1     | 3       | США           | Клер Вайнстайн () Леа Сміт () Кейті Ледекі () Белла Сімс ()                          | 7:41.45 | CR       |
| 2     | 4       | Австралія     | Медісон Вілсон () Ліа Ніл () Кіа Мелвертон () Моллі О'Каллаган ()                    | 7:43.86 |          |
| 3     | 6       | Канада        | Саммер Макінтош () Кайла Санчес () Тейлор Рак () Пенні Олексяк ()                    | 7:44.76 |          |
| 4     | 5       | Китай         | Тан Мухань () Лі Бінцзє () Ай Яньхань () Ян Цзюньсюань ()                            | 7:45.72 |          |
| 5     | 2       | Угорщина      | Ніколетт Падар () Дора Мольнар () Айна Кешей () Богларка Капаш ()                    | 7:57.90 |          |
| 6     | 7       | Бразилія      | Стефані Балдуччіні () Джованна Діаманте () Аліне Родрігес () Марія Паула Гайтманн () | 7:58.38 |          |
| 7     | 8       | Нова Зеландія | Еріка Фейрветер () Їв Томас () Кейтлін Дінс () Laura Littlejohn ()                   | 7:59.08 |          |
| 8     | 1       | Японія        | Момока Йосії () Мію Намба () Масуда Аой () Вака Коборі ()                            | 8:00.03 |          |